# La Guadalupe (Guainía)
La Guadalupe es una área municipalizada del departamento del Guainía. Su cabecera está en el único centro poblado: Galilea. La Guadalupe se localiza en el extremo más meridional del departamento, exactamente en el brazo del Guainía. También es el punto más oriental de Colombia.Donde se encuentra la triple frontera Colombia - Venezuela - Brasil. Dista a unos 175 k de Inírida, la capital del departamento. 
Su territorio se encuentra mayormente en una zona plana con pequeñas ondulaciones que no pasan de más de 200 m s. n. m. Bañando por los ríos Negro (llamado Guainía en Colombia) y Macacuní al igual que numerosos caños y quebradas.
Además, en este se encuentras los resguardo indígena de la etnia Kurripak: Bajo Río Guainía y Río Negro.

## Comunicación
La Guadalupe se comunica por vía fluvial con el centro poblado y área no municipalizada de San Felipe, por medio del río Negro. Al igual con Cucuí en Brasil.

## Economía
Los principales rubros son la agricultura, la ganadería y la pesca, siendo el maíz, el cacao, la yuca y el sésamo sus principales productos de cultivo, además de producción de ganado vacuno y porcino. En La Guadalupe también hay yacimientos de oro.

## Política
En 2019 se destacó al estar entre las 10 poblaciones con menor abstencionismo electoral, quedando en el primer lugar para la elección de diputados departamentales al participar el 100% del censo electoral.